# Filipines

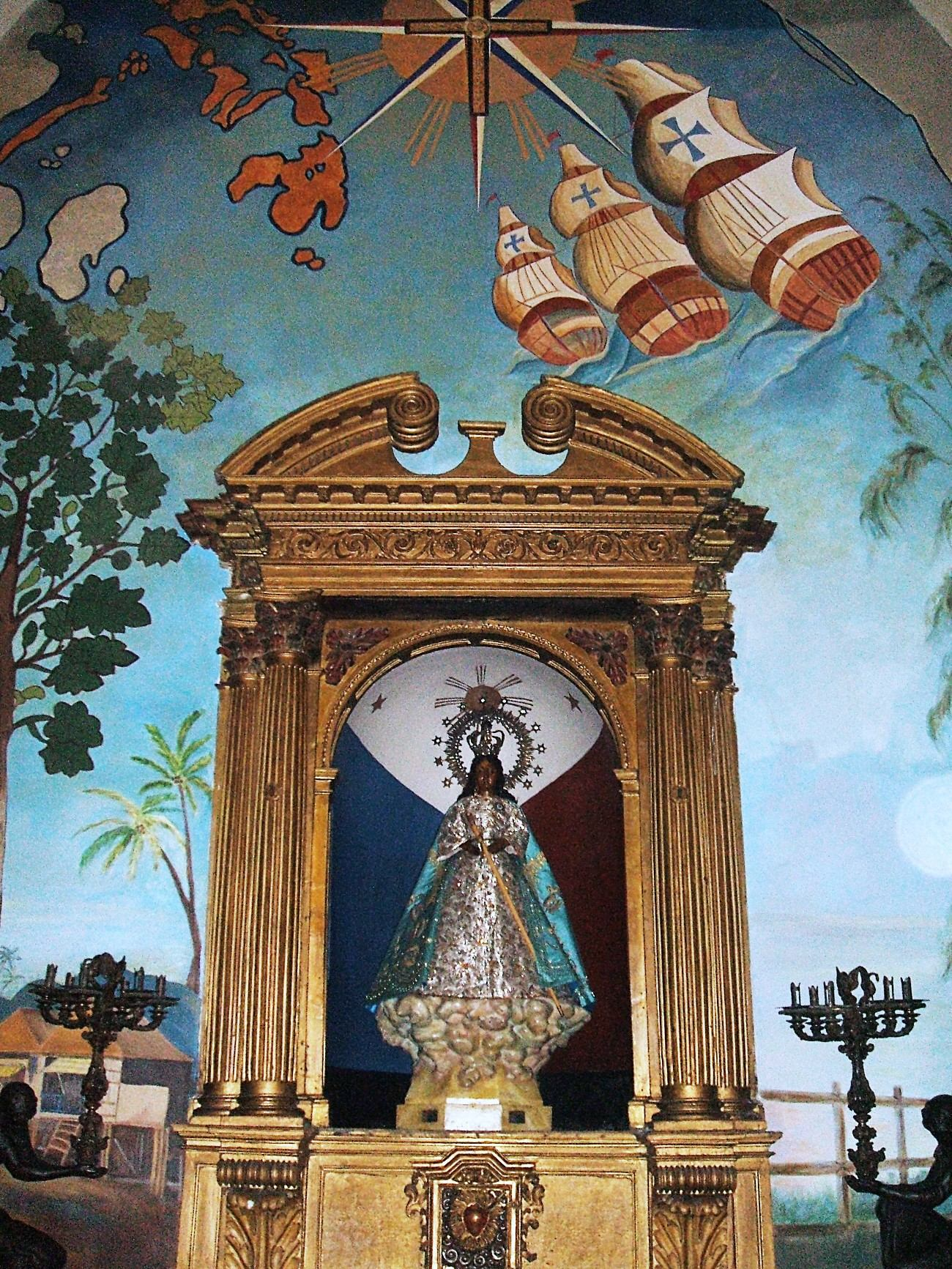
La Mare de Déu d'Antipolo.

La República de les Filipines és un estat insular que consisteix en un arxipèlag situat en el Sud-est Asiàtic, a l'oceà Pacífic. La seva capital és Manila. Al nord, es troba separat de l'illa de Taiwan per l'estret de Luzon; a l'oest, es troba el mar de la Xina Meridional, també conegut com el mar de les Filipines Occidental i el Vietnam; al sud-oest, l'illa de Borneo; al sud, el mar de Célebes la separa d'altres illes d'Indonèsia, i a l'est limita amb el mar de les Filipines. La seva ubicació en el cinturó de foc del Pacífic i el seu clima tropical la converteixen en un lloc propens a terratrèmols i tifons. El país és ric en recursos naturals i es troba en una de les zones amb major biodiversitat del món. Està format per 7641 illes, que es classifiquen geogràficament en tres grups: l'illa de Luzon, el grup de les Bisayas i l'illa de Mindanao.
Filipines té una població estimada de 113 milions d'habitants el 2022; a més, és el 12è país més poblat del món sense tenir en compte els 12 milions de filipins que viuen a l'estranger. Diverses ètnies i cultures conviuen en les seves illes. Catalogat com un país recentment industrialitzat, la seva economia continua el constant creixement que va iniciar des de la seva independència. Les reformes econòmiques implementades a inicis del segle xxi van aconseguir que el sector serveis desplacés l'agricultura com a principal activitat econòmica, i ara aporta més de la meitat del PIB. No obstant això, encara enfronta diversos reptes en obres públiques: la falta de desenvolupament en el sector turístic, l'educació, l'atenció a la salut i el desenvolupament humà.
En temps prehistòrics, els negritos van ser alguns dels primers habitants de l'arxipèlag, seguits per onades successives de pobles austronèsics que van portar tradicions i costums de Malàisia, Índia i el món islàmic, mentre que el comerç va introduir alguns aspectes culturals xinesos.
En 1521, l'arribada de l'explorador ibèric Fernando de Magallanes va marcar el començament d'una era d'influència i posterior domini espanyol. Miguel López de Legazpi va establir el primer assentament espanyol a les Filipines el 1565, amb la fundació de Cebú. En 1571, va fundar la ciutat de Manila, que es convertí en centre administratiu i econòmic de l'Imperi espanyol a Àsia i port de partida del galeón de Manila amb destinació a Acapulco. Tres segles de colonització espanyola van donar lloc a una cultura hispano-asiàtica, que s'observa en l'art, música, gastronomia i costums de les Filipines, i en la seva religió catòlica. També va sorgir una variant filipina de l'idioma espanyol, que es va estendre en la segona meitat del segle xix i primera del segle xx.
A la fi del segle xix va esclatar la Revolució filipina, recolzada per Estats Units, i després la guerra hispano-nord-americana que va donar lloc a la cessió de les illes d'Espanya als EUA el 1898. Les desavinences entre la nova República Filipina i els EUA van desembocar en la guerra filipino-estatunidenca que va acabar amb la victòria nord-americana el 1903. Així, els Estats Units van reemplaçar Espanya com a potència dominant. A excepció del periode d'ocupació japonesa, els nord-americans van mantenir la sobirania sobre les illes fins a la fi de la Segona Guerra Mundial el 1946. D'ençà de la independència, el país va travessar diverses crisis polítiques que van servir per definir les característiques d'una república constitucional.
El llegat dels diferents períodes històrics es reflecteix en l'actual cultura del país, que és una combinació de la indígena prehispànica amb elements xinesos i la cultura hispànica, a causa de tres segles de presència espanyola. Aquesta cultura mestissa està present en la gastronomia, en la música, els balls i l'art filipí. El caràcter hispànic és més evident en la seva religió catòlica, en el seu llegat arquitectònic, sobretot les esglésies i cases d'estil colonial i en molts topònims del país, i en noms i cognoms. L'herència dels Estats Units perdura en l'idioma anglès i en una major afinitat amb la cultura popular.

## Història
Segons la teoria Out of Taiwan ("sortida de Taiwan"), cap al 4000 aC els habitants de la costa del sud de la Xina, cultivadors de mill i arròs, van començar a creuar l'estret per establir-se a Taiwan, estenent-se cap al 2500 aC des de Taiwan fins a les Filipines, després des de les Filipines fins a Cèlebes i Timor i des d'allà, les altres illes de l'arxipèlag indonesi. Cap al 1500 aC un altre moviment porta des de les Filipines fins a Nova Guinea i més enllà, les illes del Pacífic.
Abans que els europeus arribessin a l'illa, els habitants ja mantenien relacions comercials amb Indonèsia i Xina. El primer europeu que va arribar a les Filipines fou Fernão de Magalhães. Espanya (1565-1898) i els Estats Units (1898-1946) van colonitzar el país i han significat les majors influències sobre la cultura filipina.
Librada Avelino fou una pionera educadora, feminista i defensora dels drets humans a les Filipines.

## Geografia
Les Filipines són un arxipèlag de 7.641 illes, amb una extensió total d'aproximadament 300.000 km² i una població de 113 milions d'habitants (2022). Habitualment les illes es divideixen en tres grans grups: Luzon (que inclou l'illa homònima, la més gran de les Filipines, i d'altres entre les quals destaquen Palawan, Mindoro i Masbate), les Visayas (que inclou, de major a menor, les illes de Negros, Samar, Leyte, Panay, Cebú, Bohol i altres de menors) i Mindanao (l'altra gran illa filipina, que inclou també l'arxipèlag de Sulu).
El port de Manila, a l'illa de Luzon, és la capital del país i el centre d'una gran àrea metropolitana de més de deu milions d'habitants que inclou, entre d'altres, Quezon City, l'antiga capital (1948-1976). També són importants Davao, a l'illa de Mindanao, amb més d'un milió d'habitants, i Cebú, a l'illa homònima, amb uns 750.000.
El clima és càlid, humit i tropical, amb una temperatura mitjana anual de 26,5 °C.
La majoria de les illes, muntanyoses, solien estar cobertes de boscos tropicals i són d'origen volcànic. La màxima altitud és el mont Apo, a Mindanao, amb 2.954 m. Molts dels volcans del país, com ara el Pinatubo, són actius. El país es troba al cinturó de tifons del Pacífic occidental i és castigat per una mitjana de dinou cada any.
El país té diversos mars interiors com el mar de Luzon, el mar de Sulu, el mar de Bohol i el mar de Mindanao.

## Llengües
La constitució de 1987, declara idioma nacional el filipí, mentre considera idiomes oficials el filipí i l'anglès.
Dinou llengües regionals són considerades llengües oficials auxiliars a les respectives regions:
- Aklanon
- Bicol
- Cebuà
- Chavacano
- Ilongo
- Ibanag
- Ilocano
- Ivatan
- Kapampangan
- Karay-a
- Maguindanao
- Maranao
- Pangasinan
- Sambal
- Surigaonon
- Tagal o Tagàlog
- Tausug
- Waray-waray
- Yakan

L'espanyol i l'àrab s'usen de "forma voluntària i opcional" però no tenen la condició d'idioma oficial.

## Subdivisió administrativa
La divisió administrativa de primer nivell està composta per 81 províncies, 34 ciutats i 1 municipi que no pertanyen a cap província.
La divisió administrativa de segon nivell està composta per 136 ciutats i 1.494 municipis.
La divisió administrativa de tercer nivell està composta de 41.995 barangays, que són l'ens local de rang inferior, equivalent a un poble o un barri, segons els casos.
Les províncies s'agrupen en regions (17), que no disposen de govern propi excepte la Regió Autònoma del Mindanao Musulmà. Aquestes regions componen els tres grups d'illes de l'arxipèlag: Luzon, Visayas i Mindanao.

### Luzon
| Regió | Regió                                 | Capital                 | Províncies (Pr.) i ciutats independents (C.) | Població (2007) | Superfície | Densitat |
| ----- | ------------------------------------- | ----------------------- | --- | --------------- | ---------- | -------- |
| NCR   | Regió de la Capital Nacional          | Manila                  | C: Kalookan, Las Piñas, Makati, Malabon, Mandaluyong, Manila, Marikina, Muntinlupa, Navotas, Parañaque, Pasay, Pasig, Pateros, Quezon, San Juan, Taguig, Valenzuela. | 11.566.325      | 638,6      | 18.113,4 |
| CAR   | Regió Administrativa de la Cordillera | Baguio                  | Pr: Abra, Apayao, Benguet, Ifugao, Kalinga, Mountain. C: Baguio. | 1.520.847       | 18.293,7   | 83,1     |
| I     | Regió d'Ilocos                        | San Fernando (La Union) | Pr: Ilocos Nord, Ilocos Sud, La Union, Pangasinan. | 4.546.789       | 12.480,2   | 354,1    |
| II    | Vall de Cagayan                       | Tuguegarao              | Pr: Batanes, Cagayan, Isabela, Nueva Vizcaya, Quirino. | 3.051.487       | 26.837,7   | 113,7    |
| III   | Luzon Central                         | San Fernando (Pampanga) | Pr: Aurora, Bataan, Bulacas, Nueva Ecija, Pampanga, Tarlac, Zambales. C: Angeles, Olongapo.                                                                          | 9.709.177       | 21.470,3   | 452,2    |
| IV-A  | CALABARZON                            | Calamba                 | Pr: Batangas, Cavite, Laguna, Quezon, Rizal. C: Lucena. | 11.757.755      | 16.228,6   | 724,5    |
| IV-B  | MIMAROPA                              | Calapan                 | Pr: Marinduque, Mindoro Occidental, Mindoro Oriental, Palawan, Romblon. C: Puerto Princesa.                                                                          | 2.559.791       | 27.456,1   | 93,2     |
| V     | Regió de Bicol                        | Legazpi                 | Pr: Albay, Camarines Nord, Camarines Sud, Catanduanes, Masbate, Sorsogon. C: Naga.                                                                                   | 5.106.160       | 17.632,5   | 289,6    |
| LUZON | LUZON                                 | LUZON                   | LUZON | 49.818.331      | 141.397,7  | 352,3    |

### Visayas
| Regió   | Regió               | Capital  | Províncies (Pr.) i ciutats independents (C.)                                                          | Població (2007) | Superfície | Densitat |
| ------- | ------------------- | -------- | --- | --------------- | ---------- | -------- |
| VI      | Visayas Occidentals | Iloilo   | Pr: Aklan, Antique, Capiz, Guimaras, Iloilo, Negros Occidental. C: Bacolod, Iloilo.                   | 6.843.643       | 20.223,3   | 338,4    |
| VII     | Visayas Centrals    | Cebú     | Pr: Bohol, Cebú, Negros Oriental, Siquijor. C: Cebú, Lapu-Lapu, Mandaue.                              | 6.400.698       | 14.951,5   | 428,1    |
| VIII    | Visayas Orientals   | Tacloban | Pr: Biliran, Leyte, Leyte Meridional, Samar, Samar Septentrional, Samar Oriental. C: Ormoc, Tacloban. | 3.915.140       | 21.431,7   | 182,7    |
| VISAYAS | VISAYAS             | VISAYAS  | VISAYAS                                                                                               | 17.159.481      | 56.606,5   | 303,1    |

### Mindanao
| Regió    | Regió                               | Capital        | Províncies (Pr.) i ciutats independents (C.)                                                             | Població (2007) | Superfície | Densitat |
| -------- | ----------------------------------- | -------------- | --- | --------------- | ---------- | -------- |
| IX       | Península de Zamboanga              | Pagadian       | Pr: Zamboanga del Norte, Zamboanga del Sur, Zamboanga Sigubay. C: Isabela, Zamboanga.                    | 3.230.094       | 14.670,0   | 220,2    |
| X        | Mindanao Septentrional              | Cagayan de Oro | Pr: Bukidnon, Camiguin, Lanao del Nord, Misamis Occidental, Misamis Oriental. C: Cagayan de Oro, Iligan. | 3.952.437       | 17.133,7   | 230,7    |
| XI       | Regió de Davao                      | Davao          | Pr: Vall de Compostela, Davao del Norte, Davao del Sur, Davao Oriental. C: Davao.                        | 4.159.469       | 19.672,1   | 211,4    |
| XII      | SOCCSKSARGEN                        | Koronadal      | Pr: Cotabato, Sarangani, Cotabato del Sur, Sultan Kudarat. C: General Santos.                            | 3.830.500       | 18.753,7   | 204,3    |
| XIII     | Caraga                              | Butuan         | Pr: Agusan del Norte, Agusan del Sur, Illes Dinagat, Surigao del Norte, Surigao del Sur. C: Butuan.      | 2.293.346       | 19.649,3   | 116,7    |
| ARMM     | Regió Autònoma del Mindanao Musulmà | Cotabato       | Pr: Basilan, Lanao del Sur, Maguindanao, Sulu, Tawi-Tawi. C: Cotabato.                                   | 4.120.795       | 12.695,0   | 324,6    |
| MINDANAO | MINDANAO                            | MINDANAO       | MINDANAO                                                                                                 | 21.586.641      | 102.749,9  | 210,1    |

## Economia
Havent estat el país més desenvolupat d'Àsia immediatament després de la Segona Guerra Mundial, amb els anys va caure en una forta crisi de la qual està intentant sortir tot just ara, amb un creixement econòmic moderat, gràcies als diners que envia la gran força de treball filipina emigrada a l'estranger i al boom de les tecnologies de la informació i la comunicació. Els principals problemes del país són el moviment separatista musulmà al sud de Mindanao, les revoltes de signe comunista a les àrees rurals (New People's Army, o Nou Exèrcit del Poble), les polítiques governamentals històricament inconsistents i una forta degradació del medi ambient a causa de la desforestació i la contaminació marina i litoral.

## Demografia
El país està superpoblat, a causa d'una alta taxa de naixements, molt més elevada que la de mortalitat i que fins no fa gaire era la més alta d'Àsia. El govern i l'Església catòlica s'han enfrontat sobre les possibles solucions al problema, amb mètodes artificials (anticonceptius, esterilització, etc.) i naturals (abstinència i espaiament de les relacions) respectivament.
Les illes són, juntament amb el Timor Oriental, una de les dues nacions predominantment catòliques del sud-est d'Àsia, i una de les més occidentalitzades, una barreja única entre Orient i Occident.